# حامد اسماعیل
حامد اسماعیل (انگلیسی: Hamid Ismail؛ زادهٔ ۱۲ سپتامبر ۱۹۸۷دوحه) یک بازیکن فوتبال اهل قطر است.

## باشگاهی
از باشگاه‌هایی که در آن بازی کرده‌است می‌توان به الریان، العربی قطر، السد اشاره کرد.

## تیم ملی
وی همچنین در تیم ملی فوتبال زیر ۲۳ سال قطر و تیم ملی فوتبال قطر بازی کرده‌است.